# Virgil Bălan
Virgil Bălan (* 11. Oktober 1937 in Turtucaia, Rumänien (heute Tutrakan, Bulgarien); † 4. Januar 2008) war ein rumänischer Tischtennistrainer.

## Karriere
Nach dem Abschluss des Geschichte-Erdkundestudiums an der Universität von Craiova war Bălan Tischtennistrainer bei Dinamo Craiova (1960–1970) und bei CS Universitatea Craiova (1970–2004). Des Weiteren war er als Koordinator für sämtliche Nationalmannschaften im rumänischen Tischtennisverband zuständig. In Craiova betreute er Spieler wie Mugurel Firanescu, Teodor Gheorghe, Mihai Bobocica, später dann Eugen Florescu, Radu Neagoe, Mircea Nicorescu und zuletzt Vasile Florea, Simion Crișan, Călin Toma und Cristian Tiugan, die allesamt Europameister im Jugendbereich waren.

## Erfolge und Ehrungen
- 14 aufeinander folgende Landesmeistertitel der Herren mit CS Universitatea Craiova
- 18 rumänische Pokalsiege mit CS Universitatea Craiova
- 24 Titel mit Juniorenmannschaften
- 114 Titel im Einzel und im Doppel
- 21 Medaillen bei Europameisterschaften
- Verleihung des Titels Verdienter Trainer im Jahr 1994
- Ernennung zum Ehrenbürger von Craiova